# مقاتل (تشغابور)
مقاتل (بالفارسية: مقاتل) هي قرية تقع في إيران في قسم تشغابور الريفي. يقدر عدد سكانها بـ 17 نسمة بحسب إحصاء 2016.